# Diocesi di Fort Worth
La diocesi di Fort Worth (in latino Dioecesis Arcis Vorthensis) è una sede della Chiesa cattolica negli Stati Uniti d'America suffraganea dell'arcidiocesi di San Antonio. Nel 2021 contava 1.047.280 battezzati su 3.750.815 abitanti. È retta dal vescovo Michael Fors Olson.

## Territorio
La diocesi comprende 28 contee del Texas centro-settentrionale, negli Stati Uniti d'America: Archer, Baylor, Bosque, Clay, Comanche, Cooke, Denton, Eastland, Erath, Foard, Hardeman, Hill, Hood, Jack, Johnson, Knox, Montague, Palo Pinto, Parker, Shackelford, Somervell, Stephens, Tarrant, Throckmorton, Wichita, Wilbarger, Wise e Young.
Sede vescovile è la città di Fort Worth, dove si trova la cattedrale di San Patrizio (Saint Patrick Cathedral).
Il territorio si estende su 62.030 km² ed è suddiviso in 91 parrocchie.

## Storia
Il primo sacerdote a visitare regolarmente Fort Worth fu Vincent Perrier, che, a partire dal 1870, veniva inviato due volte all'anno dal vescovo di Galveston Claude-Marie Dubuis ad animare la piccola comunità cattolica della città. La prima chiesa cattolica fu quella di San Stanislao, cui seguì quella dedicata a San Patrizio, consacrata nel 1892, che diverrà in seguito la cattedrale diocesana.
Nel 1879 il parroco di San Stanislao Thomas Loughrey aprì la prima scuola cattolica in Fort Worth; e nel 1885 fu aperto il primo ospedale, divenuto poi il St. Joseph Hospital.
Quando nel 1953 la diocesi di Dallas, eretta nel 1890, assunse il nuovo nome di Dallas-Fort Worth, nel territorio di Fort Worth esistevano sette parrocchie: Fort Worth, Cleburne, Gainesville, Henrietta, Hillsboro, Muenster e Weatherford. In quest'epoca la chiesa di San Patrizio fu eretta a concattedrale.
Il 9 agosto 1969 la diocesi di Dallas-Fort Worth fu divisa con la bolla Quoniam homines di papa Paolo VI: nacquero così due diocesi distinte, la presente circoscrizione e la diocesi di Dallas.

### Procedimenti giudiziari
La diocesi nel 2009 ha pagato 775.000 dollari per chiudere un processo in cui era stata coinvolta a seguito delle denunce di cinque vittime di James Reilly, un sacerdote della diocesi morto nel 1999.
Nel 2010 la diocesi ha chiuso due processi con accordi extra-giudiziali, uno con un ex-chierichetto molestato dal sacerdote Rudolf Rentería, e uno con due donne violentate dal sacerdote Vincent Bassie Inametti.
La diocesi è stata coinvolta come co-imputata nel processo intentato contro il sacerdote Joseph Ngoc Tu Nguyen da parte di alcune donne abusate dal prete della diocesi quando erano adolescenti; nell'ottobre 2011 ha concluso un accordo con 6 vittime per una somma non rivelata.

## Cronotassi dei vescovi
Si omettono i periodi di sede vacante non superiori ai 2 anni o non storicamente accertati.
- John Joseph Cassata † (22 agosto 1969 - 16 settembre 1980 dimesso)
- Joseph Patrick Delaney † (10 luglio 1981  - 12 luglio 2005 deceduto)
- Kevin William Vann (12 luglio 2005 succeduto - 21 settembre 2012 nominato vescovo di Orange in California)
- Michael Fors Olson, dal 19 novembre 2013

## Statistiche
La diocesi nel 2021 su una popolazione di 3.750.815 persone contava 1.047.280 battezzati, corrispondenti al 27,9% del totale.
| anno | popolazione | popolazione | popolazione | presbiteri | presbiteri | presbiteri | presbiteri                | diaconi | religiosi | religiosi | parrocchie |
| anno | battezzati  | totale      | %           | numero     | secolari   | regolari   | battezzati per presbitero | diaconi | uomini    | donne     | parrocchie |
| ---- | ----------- | ----------- | ----------- | ---------- | ---------- | ---------- | ------------------------- | ------- | --------- | --------- | ---------- |
| 1970 | 75.000      | 1.136.200   | 6,6         | 76         | 41         | 35         | 986                       |         | 35        | 236       | 66         |
| 1976 | 73.491      | 1.349.600   | 5,4         | 102        | 61         | 41         | 720                       |         | 59        | 183       | 50         |
| 1980 | 91.439      | 1.523.895   | 6,0         | 114        | 67         | 47         | 802                       | 18      | 63        | 165       | 78         |
| 1990 | 154.325     | 2.024.000   | 7,6         | 107        | 52         | 55         | 1.442                     | 45      | 66        | 113       | 83         |
| 1999 | 207.490     | 2.372.666   | 8,7         | 109        | 60         | 49         | 1.903                     | 64      | 11        | 108       | 87         |
| 2000 | 213.439     | 2.430.274   | 8,8         | 113        | 53         | 60         | 1.888                     | 57      | 74        | 103       | 86         |
| 2001 | 228.649     | 2.490.147   | 9,2         | 117        | 56         | 61         | 1.954                     | 53      | 75        | 104       | 86         |
| 2002 | 400.000     | 2.670.972   | 15,0        | 116        | 56         | 60         | 3.448                     | 52      | 73        | 95        | 88         |
| 2003 | 400.078     | 2.698.443   | 14,8        | 121        | 59         | 62         | 3.306                     | 53      | 75        | 93        | 87         |
| 2004 | 400.501     | 2.770.961   | 14,5        | 115        | 59         | 56         | 3.482                     | 74      | 69        | 91        | 88         |
| 2006 | 450.000     | 2.922.302   | 15,4        | 121        | 63         | 58         | 3.719                     | 74      | 67        | 96        | 89         |
| 2011 | 716.000     | 3.315.000   | 21,6        | 129        | 73         | 56         | 5.550                     | 109     | 68        | 83        | 88         |
| 2016 | 900.000     | 3.533.093   | 25,5        | 103        | 59         | 44         | 8.737                     | 105     | 48        | 71        | 90         |
| 2019 | 917.200     | 3.600.640   | 25,5        | 142        | 65         | 77         | 6.459                     | ?       | 77        | 59        | 91         |
| 2021 | 1.047.280   | 3.750.815   | 27,9        | 141        | 64         | 77         | 7.427                     | 130     | 77        | 49        | 91         |